# Acrosomoides linnaei
Espèce
Synonymes
- Plectana linnaei Walckenaer, 1841
- Plectana inversa Walckenaer, 1841
- Atelacantha heterodoxa Karsch, 1879
- Gasteracantha chaperi Simon, 1887

Acrosomoides linnaei est une espèce d'araignées aranéomorphes de la famille des Araneidae.

## Distribution
Cette espèce se rencontre en Afrique subsaharienne.

## Publication originale
- Walckenaer, 1841 : Histoire naturelle des Insects. Aptères. Paris, vol. 2, p. 1-549.